# ويليام بويس تومسون
ويليام بويس تومسون (بالإنجليزية: William Boyce Thompson)‏ هو مهندس ودبلوماسي أمريكي، ولد في 13 مايو 1869 في مونتانا في الولايات المتحدة، وتوفي في 27 يونيو 1930.